# Sinh nhật chết chóc
Sinh nhật chết chóc (tựa tiếng Anh: Happy Death Day) là một bộ phim kinh dị bạo lực Mỹ do Christopher B. Landon đạo diễn và Scott Lobdell viết kịch bản. Hai diễn viên chính là Jessica Rothe và Israel Broussard. Bộ phim được sản xuất bởi Jason Blum thông qua hãng phim Blumhouse Productions của ông. Phim kể về một cô sinh viên đại học bị giết vào ngày sinh nhật của cô, và sau đó cô bắt đầu hồi tưởng lại ngày qua ngày; vào thời điểm đó, cô đặt ra cách ngăn chặn cái chết của mình và tìm ra kẻ giết người.
Bộ phim được phát hành vào thứ sáu ngày 13 tháng 10 năm 2017, bởi hãng Universal Pictures. Phim đã nhận được những bình luận tích cực, với những người phê bình cho rằng phim thú vị trong khi thừa nhận tiền đề quen thuộc, cũng như ca ngợi màn diễn xuất của Rothe, và mô tả phim như Groundhog Day giao thoa Scream. Đặc biệt trong phim có sử dụng một ca khúc nhạc trẻ Việt Nam mang tên "Số nhọ", do nhạc sĩ Huỳnh Hiền Năng sáng tác và nhóm nhạc Lip B thể hiện.

## Nội dung
Theresa "Tree" Gelbman thức dậy vào ngày sinh nhật của cô trong căn phòng của người bạn cùng lớp Carter Davis sau một đêm say xỉn trước đó. Tree mặc kệ những cuộc gọi của bố, xua đuổi Carter khi rời khỏi căn phòng, vứt bỏ chiếc bánh sinh nhật của Lori Spengler tặng, và có tình cảm với thầy giáo Gregory Butler. Đêm đó, trên đường đến bữa tiệc, Tree bị một kẻ bí ẩn đeo mặt nạ giết chết.
Tree thức dậy vào sáng hôm sau trong phòng của Carter với những sự việc ngày trước đó lặp lại. Đêm đó cô lại đến bữa tiệc, tên sát nhân mặt nạ đi theo giết cô lần nữa. Tree nhận ra cô đang ở trong một vòng lặp thời gian và để né tránh cái chết, cô ở lại trong phòng mình, nhưng tên sát nhân trốn sẵn trong phòng và giết cô lần nữa.
Tree tận dụng những lần lặp tiếp theo để truy tìm hung thủ giết mình, theo dõi những người bạn học đáng nghi ngờ và bị giết mỗi lần như vậy. Cô tỉnh lại trong bệnh viện, cơ thể cô cho thấy sự hồi phục những chấn thương nhiều lần từ những cái chết trước đó. Sau khi bỏ trốn khỏi bệnh viện, Tree bị truy đuổi và bị giết lần nữa.
Tree kể với Carter về tình trạng khó xử của cô bằng cách chỉ ra những sự việc diễn ra trong ngày mà cô biết rõ. Tree thấy trên bản tin đưa tin về tên sát nhân hàng loạt John Tombs đang được canh chừng ở bệnh viện. Kết luận Tombs chính là hung thủ giết mình, Tree chạy đến bệnh viện để cảnh báo về việc Tombs bỏ trốn. Tombs thoát ra và gần như giết được Tree, nhưng Carter theo sau cô và cứu cô. Tombs giết Carter rồi đuổi theo Tree đến tháp chuông gần đó, nơi mà Tree có thể dùng cây xà beng hạ gục Tombs. Nhận ra Carter sẽ chết mãi mãi nếu vòng lặp kết thúc, Tree để Tombs sống và treo cổ tự tử.
Nghĩ rằng đã tìm được hung thủ, Tree vui vẻ và thư giãn hơn trong vòng lặp tiếp theo. Tree kết thúc mối tình với thầy giáo Butler và chịu gặp mặt bố mình. Đêm đó cô vào bệnh viện tấn công và giết chết Tombs. Nghĩ rằng cuối cùng đã được tự do, cô ăn mừng sinh nhật trong phòng của Carter và ăn bánh kem do Lori tặng.
Tree thức dậy trong vòng lặp tiếp theo. Khó hiểu và giận dữ, cô tưởng rằng sau khi giết Tombs sẽ kết thúc vòng lặp, cô quay về nhà gặp Lori đem bánh kem ra tặng. Tree nhận ra mình đã chết trong giấc ngủ sau khi ăn cái bánh. Tree suy luận rằng Lori mới là hung thủ thật sự; cô ta bỏ độc vào cái bánh, nhưng khi Tree từ chối ăn nó, cô ta lợi dụng công việc làm y tá ở bệnh viện để đổ tội cho Tombs sau khi giết Tree. Tree ép buộc Lori ăn một miếng, tuy nhiên Lori từ chối, Tree quyết định đem cái bánh giao cho cảnh sát. Lori tấn công Tree, khóa cửa lại và thú nhận rằng cô ta ghen vì Tree có mối tình với thầy giáo Butler. Trong lúc đánh nhau, Tree nhét cái bánh vào miệng Lori trước khi đá cô ta ra khỏi cửa sổ, làm cô ta rơi xuống đất chết.
Đêm đó Tree lại ăn mừng sinh nhật trong phòng của Carter. Tree thức dậy ngày hôm sau tưởng rằng mình đang ở trong một vòng lặp khác nữa. Carter tiết lộ đó chỉ là trò đùa, và cả hai hôn nhau.

## Diễn viên
- Jessica Rothe vai Theresa "Tree" Gelbman
- Israel Broussard vai Carter Davis
- Ruby Modine vai Lori Spengler
- Rachel Matthews vai Danielle Bouseman
- Charles Aitken vai Gregory Butler
- Rob Mello vai John Tombs
- Phi Vu vai Ryan Phan
- Caleb Spillyards vai Tim Bauer
- Jason Bayle vai David Gelbman
- Laura Clifton vai Stephanie Butler
- Cariella Smith vai Becky Shepard
- Tran Tran vai Emily
- Blaine Kern III vai Nick Sims
- Dane Rhodes vai Sĩ quan Santora
- Missy Yager vai Bà Gelbman

## Nhạc phim
Trong phim có sử dụng một ca khúc nhạc trẻ Việt Nam mang tên "Số nhọ", do nhạc sĩ Huỳnh Hiền Năng sáng tác và nhóm nhạc Lip B thể hiện.

## Phần tiếp theo
Phần hai của phim, Happy Death Day 2U ra mắt khán giả ngày 13/2/2019.